# Benzènetriol
Le benzènetriol ou trihydroxybenzène est un composé organique aromatique de formule C6H6O3. Il est constitué d'un cycle benzénique substitué par trois groupes hydroxyle (phénol). Du fait de la possible disposition respective de ces groupes, il existe sous la forme de trois isomères : le pyrogallol (benzène-1,2,3-triol), l'hydroxyquinol (benzène-1,2,4-triol) et le phloroglucinol (benzène-1,3,5-triol).

## Propriétés
| Benzènetriol          |                                |                              |                     |
| Nom                   | benzène-1,2,3-triol            | benzène-1,2,4-triol          | benzène-1,3,5-triol |
| Autre nom             | pyrogallol                     | hydroxyquinol                | phloroglucinol      |
| Représentation        |                                |                              |                     |
| Numéro CAS            | 87-66-1                        | 533-73-3                     | 108-73-6            |
| PubChem               | 1057                           | 10787                        | 359                 |
| Formule brute         | C6H6O3                         | C6H6O3                       | C6H6O3              |
| Masse molaire         | 126,11 g·mol−1                 | 126,11 g·mol−1               | 126,11 g·mol−1      |
| État                  | solide                         | solide                       | solide              |
| Point de fusion       | 131 à 135 °C                   | 140,5 °C                     | 215 à 218 °C        |
| Point d'ébullition    | 309 °C                         |                              | Décomposition       |
| pKa                   | 9,01                           |                              | 8,45                |
| Solubilité dans l'eau | 400 g·l-1 (20 °C)              |                              | 10 g·l-1 (20 °C)    |
| SGH                   | Attention                      | Corrosif                     | Attention           |
| Phrase H et P         | H302, H312, H332, H341 et H412 | H302, H315, H318 et H335     | H341 et H361        |
| Phrase H et P         | P201, P273 et P308+P313        | P261, P280 et P305+P351+P338 | P281                |

## Réactions
Le pyrogallol et l'hydroxyhydroquinone peuvent être oxydées en quinones en milieu basique, de la même façon que leurs analogues benzènediols. Ce n'est en revanche pas possible pour la phloroglucine, comme c'est le cas pour la résorcine.